# Danh sách nhạc phim Fairy Tail
Anime Fairy Tail gồm 5 album nhạc phim được phát hành từ 2010 đến 2013. Âm nhạc được Takanashi Yasuharu biên soạn và được phát hành dưới nhãn Pony Canyon.

## Nhạc phim Volume 1
Fairy Tail OST Vol.1 (Original Sound Track) là album 36 bài hát từ anime Fairy Tail. Các bài hát được biên soạn và phối khí bởi Takanashi Yasuharu. Nó được phát hành vào ngày 6 tháng 1 năm 2010 trên Pony Canyon. album này gồm
1. FAIRY TAIL Main Theme
2. Erza no Theme (eng. Erza's Theme)
3. Mahou Hatsudo (eng. Invoke Magic)
4. Dragon Slayer
5. Rakuen no Tou (eng. Tower of Heaven)
6. Yami Guild (eng. Dark Guilds)
7. Mirajane no Theme (eng. Mirajane's Theme)
8. Nigiyaka na Machi (eng. Busy Street)
9. Yosei no Shippo (eng. Fairy Tail)
10. Seirei Mahou (eng. Celestial Spirit Magic)
11. Lucy Ganbaru (eng. Work Hard, Lucy!)
12. Gray no Theme (eng. Gray's Theme)
13. Natsu no Theme (eng. Natsu's Theme)
14. Shukumei (eng. Destiny)
15. Shinobiyoru Kage (eng. Creeping Shadow)
16. Laxus Bousou (eng. Laxus Run Wild)
17. Fairy Law
18. Nakama Tachi (eng. Friends)
19. Kokyo (eng. Home)
20. Lucy no Theme (eng. Lucy's Theme)
21. Kori no Senjin (eng. Eternal Ice)
22. Yuuki (eng. Ghost)
23. Yami yo, Tsudoe! (eng. I Dark, Forever!)
24. Eisenwald
25. Ankoku no Madoushi (eng. Dark Mage)
26. Salamander
27. Hyoujin Mau (eng. Ice Blade Dance)
28. Mahou Taisen (eng. Against Magic)
29. Kanashiki Kako (eng. Sad Past)
30. Akuma Deriora (eng. Demon Deliora)
31. Titania no Yoroi (eng. Armor of Titania)
32. Moeagaru Kobushi (eng. Fist of Flame)
33. Saigo no Mahou (eng. The Last Magic)
34. Guren no Ikari (eng. The Anger of Crimson Lotus)
35. Ifuudoudou -Rock ver.- (eng. Pomp and Circumstance)
36. FAIRY TAIL Main Theme -Slow ver.-

## Nhạc phim Volume 2
Fairy Tail OST Vol.2 (Original Sound Track) là album 36 bài hát từ anime Fairy Tail. Các bài hát được biên soạn và phối khí bởi Takanashi Yasuharu. Nó được phát hành vào ngày 7 tháng 7 năm 2010 trên Pony Canyon. album này gồm
1. Tetsuryuu - Kurogane 鉄竜 -くろがね- (eng. Iron Dragon - Black Steel)
2. Shishi no Seirei 獅子の星霊 (eng. Celestial Spirit Leo)
3. Jaaku no Tsuchioto 邪悪の槌音 (eng. Evil Earthsound)
4. Tsuioku ~Mezameru Tamashii~ 追憶 ~めざめる魂~ (eng. Reminiscence ~Awakening Soul~)
5. Atarashii Yuujou 新しい友情 (eng. New Friendship)
6. Happy no Theme ハッピーのテーマ (eng. Happy's Theme)
7. Ayashii Madoushi 妖しい魔導士 (eng. Suspicious Magician)
8. Makarov マカロフ
9. Fantasia ファンタジア
10. Tabidatsu Mono e 旅立つ者へ (eng. On a Trip To)
11. Phantom Lord ファントムロード
12. Madou no Chousensha 魔道の挑戦者(eng. Magic Challenger)
13. Haja no Senpuu 破邪の戦風 (eng. Destruction of the Evil Wind)
14. Hisou (eng. Pathetic) 悲壮
15. FAIRY TAIL Main Theme -Piano ver.- FAIRY TAIL メインテーマ -Piano ver.-
16. Natsu no Mahou 1 ~Karyuu no Houkou~ ナツの魔法1 ~火竜の咆哮~ (eng. Natsu's Magic 1 ~Fire Dragon's Roar~)
17. Natsu no Mahou 2 ~Karyuu no Kenkaku~ ナツの魔法2 ~火竜の劍角~ (eng. Natsu's Magic 2 ~Fire Dragon's Sword Edge~)
18. Natsu no Mahou 3 ~Guren Karyuuken~ ナツの魔法3 ~紅蓮火竜拳~ (eng. Natsu's Magic 3 ~Crimson Lotus: Fire Dragon Fist~)
19. Gray no Mahou 1 ~Ice Make~ グレイの魔法1 ~アイスメイク~ (eng. Gray's Magic 1 ~Ice Make~)
20. Gray no Mahou 2 ~Ice Geyser~ グレイの魔法2 ~アイスゲイザー~ (eng. Gray's Magic 2 ~Ice Geyser~)
21. Gray no Mahou 3 ~Hyoujin - Nanarenbu~ グレイの魔法3 ~氷刃・七連舞~ (eng. Gray's Magic 3 ~Ice Blade: Seven Slice Dance~)
22. Erza no Mahou 1 ~Kongou no Yoroi~ エルザの魔法1 ~金剛の鎧~ (eng. Erza's Magic 1 ~Adamantine Armor~)
23. Erza no Mahou 2 ~Tenrin no Yoroi~ エルザの魔法2 ~天輪の鎧~ (eng. Erza's Magic 2 ~Heaven's Wheel Armor~)
24. Erza no Mahou 3 ~Rengoku no Yoroi~ エルザの魔法3 ~煉獄の鎧~ (eng. Erza's Magic 3 ~Purgatory Armor~)
25. Kuraki Zankou 冥き残光 (eng. Dark Afterglow)
26. Seireiou 星霊王 (eng. Celestial Spirit King)
27. Rakuen no Tou 楽園の塔 ~ラフマニノフ「ピアノ協奏曲第2番ハ短調Op.18」第1楽章より (eng. Tower of Heaven from Piano Concerto No.2 in C Minor Op.18)
28. Tokihanatareshi Chikara 解き放たれし力 (eng. Released Power)
29. Kizuna 絆 (eng. Bonds)
30. Tsuioku ~Kanashiki Tamashii~ 追憶 ~哀しき魂~ (eng. Reminiscence ~Sorrowful Soul~)
31. Lacrima 魔水晶
32. Satan Soul サタンソウル
33. Taima Gekisen 退魔激戦 (eng. Time for Fierce Battle)
34. Eien no Mahou 永遠の魔法 (eng. Eternal Magic)
35. Fiore Oukoku フィオーレ王国 (eng. Kingdom of Fiore)
36. FAIRY TAIL Main Theme -METAL ver.- FAIRY TAIL メインテーマ -METAL ver.-

## Nhạc phim Volume 3
Fairy Tail OST Vol.3 (Original Sound Track) là album 30 bài hát từ anime Fairy Tail. Các bài hát được biên soạn và phối khí bởi Takanashi Yasuharu. Nó được phát hành vào ngày 6 tháng 7 năm 2011, trên Pony Canyon. album này gồm
1. Mahoukyou no Tabibito 魔法境の旅人 (eng. Traveler of the Magic Borders)
2. Sannin no Dragon Slayer 3人のドラゴンスレイヤー (eng. Three Dragon Slayer)
3. Shippuu Jinrai 疾風迅雷 (eng. Like a Whirlwind, Quick as Lightning)
4. Hagane no Hakunetsusen 鋼の白熱戦 (eng. Fierce Battle of Steel)
5. Rengougun Shuuketsu 連合軍、集結! (eng. Alliance Force, Assemble!)
6. Carla no Kokuhaku シャルルの告白 (eng. Carla's Confession)
7. Oración Seis Arawaru! 六魔将軍現る! (eng. Oración Seis Appears)
8. Gunyuu Aiutsu 群雄相打つ (eng. Warlord's Strike Phase)
9. Midnight Mezameru ミッドナイト目覚める (eng. Midnight Awakens)
10. Dokuryuu no Cobra 毒竜のコブラ (eng. Cobra the Poison Dragon)
11. Nirvana no Hikari ニルヴァーナの光 (eng. Nirvana's Light)
12. Heikou Sekai Edolas 平行世界エドラス(eng. Parallel World Edolas)
13. Fuyuujima no Tami 浮遊島の民 (eng. People of the Floating Island)
14. Mystogan no Theme ミストガンのテーマ (eng. Mystogan's Theme)
15. Tenkuu no Miko 天空の巫女 (eng. Sky Maiden)
16. Tsubasa aru Mono 翼あるもの (eng. Having the Wings)
17. Chou Akuukan Mahou Anima 超亜空間魔法アニマ (eng. Super Dimensional Magic Anima)
18. Exceed Tachi エクシードたち (eng. Exceeds)
19. Kieyuku Maryoku 消えゆく魔力 (eng. Disappearing Magic)
20. ICE BOY アイスボーイ
21. Tenshi Senmetsu Sakusen 天使殲滅作戦 (eng. Plan to Annihilate the Angels)
22. Tenshi no Kunou 天使の苦悩 (eng. Angels' Anguish)
23. PANTHERLILY パンサーリリー
24. Ryuusahou 竜鎖砲 (eng. Dragon Chain Cannon)
25. Gekitou Mahoujin 激闘魔法陣 (eng. Fierce Battle of Magic)
26. Seirei Gassen 星霊合戦 (eng'.' Celestial Spirit Battle)
27. Seigi no Chikara 正義の力 (eng. Power of Justice)
28. Erza tai Erza エルザ対エルザ (eng. Erza vs. Erza)
29. Dragon Force ドラゴンフォース
30. Inishie no Mahou 古の魔法 (eng. Ancient Magic)

## Nhạc phim Volume 4
Fairy Tail OST Vol.4 (Original Sound Track) là album 51 bài hát từ anime Fairy Tail.Khác với volumes trước, nó được chia thành 2 đĩa. Âm nhạc được biên soạn và phối khí bởi Takanashi Yasuharu. Nó được phát hành vào ngày 20 tháng 3 năm 2013 trên Pony Canyon. Album này gồm
Đĩa 1
1. Raienryuu no Hoeru 雷炎竜吼える (eng. Lightning Flame Dragon Roaring)
2. Rengoku no Nana Kenzoku 煉獄の七眷属 (eng. Seven Kin of Purgatory)
3. Kuroi Madoushi no Jashin 黒魔導士の邪心 (eng. Black Wizard's Wicked Heart)
4. Mune ni Hijimeshi Omoi 胸に秘めし想い (eng. Ambition within the Heart)
5. Aishiki Mono He 愛しきものへ (eng. To My Beloved)
6. S-Kyuu Madoshi Shokaku Shiken S級魔導士昇格試験 (eng. S-Class Wizard Promotion Trial)
7. Tenrou Jima 天狼島 (eng. Tenrou Island)
8. Grimoire Heart 悪魔の心臓(グリモアハート)
9. Kuroki Honoo 黒き炎 (eng. Black Flame)
10. Karyuu vs. Enjin 火竜 vs. 炎神 (Fire Dragon vs. Flame God)
11. Sugishi Hi no Hikari 過ぎし日の光 (eng. Light of The Days Gone By)
12. Mavis no Haka メイビスの墓 (eng. Mavis' Grave)
13. Dai Madoushi Bluenote 大魔導士ブルーノート (eng. Grand Wizard Bluenote)
14. Muteki no Azuma 無敵のアズマ (eng. The Invincible Azuma)
15. Zeref no Yuuutsu ゼレフの憂鬱 (eng. Zeref's Melancholy)
16. Majou no Tsumi 魔女の罪 (eng. Witch's Sin)
17. Ultear and Gray ウルティアとグレイ
18. Yousei no Kagayaki 妖精の輝き (eng. Fairy's Glitter)
19. Tenrouju 天狼樹 (eng. Tenrou Tree)
20. Makarov vs. Hades マカロフ vs. ハデス
21. Hakai he no Jokyoku 破滅への序曲 (eng. Prelude to Destruction)
22. Saikyou Saiko no Shitou 最強最後の死闘 (eng. The Ultimate Final Death Battle)
23. Best Partner ベストパートナー
24. FAIRY TAIL Main Theme -Tenrou Island ver. FAIRY TAIL メインテーマ -天狼島 ver.-

Đĩa 2
1. Sabertooth セイバートゥース
2. Daisan Sedai Dragon Slayer 第三世代ドラゴンスレイヤー (eng. Third Generation Dragon Slayer)
3. Hakuryuu to Eiryuu 白竜と影竜 (eng. White Dragon and Shadow Dragon)
4. Toki no Meikyuu 時の迷宮 (eng. Labyrinth of Time)
5. Harukanaru Yakusoku no Chi はるかなる約束の地 (eng. The Promised Land Far Away)
6. Dai Matou Enbu 大魔闘演武 (eng. Grand Magic Game)
7. Hokori wo Kagete 誇りを賭けて (eng. Risking My Pride)
8. Game no Hajimari ゲームの始まり (eng. Let the Games Begin)
9. Kyouteki Arawareru 強敵現る (eng. Strong Foes Appear)
10. Mahou Kyougisen 魔法競技戦 (eng. Battle of Magic Competitions)
11. Shouki no Ichigeki 勝機の一撃 (eng. The Strike for Victory)
12. Lucy to Seirei no Chikara ルーシィと星霊の力 (eng. Lucy and the Power of the Celestial Spirits)
13. Anyakusuru Monotachi 暗躍する者たち (eng. The People Behind the Scene)
14. Majou Ultear 魔女ウルティア (eng. Ultear the Witch)
15. Daikai no Juvia 大海のジュビア (eng. Juvia of the Great Sea)
16. Guild no Hokori ギルドの誇り (eng. Pride of the Guild)
17. Frosch and Lector フロッシュとレクター
18. Carla no Akumu シャルルの悪夢 (eng. Carla's Nightmare)
19. Eclipse Keikaku エクリプス計画 (eng. Project Eclipse)
20. Warera Fairy Tail われらフェアリーテイル (eng. We are Fairy Tail)
21. Saikyou Rival Toujou 最凶ライバル登場 (eng. The Worst Rival Appears)
22. Choujou wo Mezase! 頂上を目指せ! (eng. Aim to the Top!)
23. Rentatsu no Mahousen 練達の魔法戦 (eng. Skilled Magical Battle)
24. Owarinaki Koubou 終わりなき攻防 (eng. Endless Battle)
25. Madou no Hasha 魔道の覇者 (eng. Champion of Magic)
26. BLOW AWAY
27. Happy Tale

## Nhạc phim Fairy Tail the Movie: Phoenix Priestess
Fairy Tail the Movie: Phoenix Priestess (Original Sound Track) là nhạc phim cùng tên. Âm nhạc được biên soạn và phối khí bởi Takanashi Yasuharu. Nó được phát hành vào 18 tháng 8 năm 2012 trên Pony Canyon.
1. Prelude to a Journey ~OVERTURE: FAIRY TAIL Main Theme~
2. The Firebird's Dance
3. A Village Covered in Blood
4. Main Title
5. Bucks Thieves
6. Lucy in High Spirits
7. Return to the Guild
8. Éclair's Memory
9. Fellow Traveller
10. Rose Garden, Town of Magic
11. Shadow Attack
12. Chase! Natsu & Gray
13. Colored Mansion
14. Last Words
15. Good Fellow
16. Carbuncle's Attack
17. Two Firebird Stones
18. Save Éclair!
19. Siege at Veronica
20. Hard Battle
21. End of the Fierce Battle
22. Revival Ceremony
23. The Firebird Reborn
24. Éclair, Priestess of Fate
25. Natsu vs. Dyst
26. A Blaze that Burns Evil Hearts
27. The Firebird and Its Power of Destruction
28. An Arrow for Interrupting Fate
29. Eternal Éclair

## Original Sound Collection
Fairy Tail Original Sound Collection (Original Sound Track) là album 44 bài hát từ anime Fairy Tail. OST được biên soạn và phối khí bởi Takanashi Yasuharu. Nó được phát hành vào 13 tháng 5 năm 2015.
Đĩa 1
1. Fairy Tail Main Theme 2014 FAIRY TAIL メインテーマ 2014
2. Hyōjin Enbu 氷刃演武
3. Titania Mau ティターニア舞う
4. Guren no Otoko 紅蓮の男
5. Garou Kishidan Tōjō 飢狼騎士団登場
6. Shokeijin to no Shitō 処刑人との死闘
7. Kanashimi ha Meguru 悲しみはめぐる
8. Ankoku no Mirai 暗黒の未来
9. Ekuripusu no Tobira エクリプスの扉
10. Dai Matō Enbu no Shinjitsu 大魔闘演武の真実
11. Taiko no Shihaisha 太古の支配者
12. Dragon Raishū ドラゴン来襲
13. Dragon Fight ドラゴン・ファイト
14. Hakyoku no Kyōon 破局の跫音
15. Kyoryū Shingekisu 巨竜進撃す
16. Ryū no Ō 竜の王
17. Urutia Inochi no Jikan ウルティア・命の時間
18. Tasuketai Omoi 助けたい想い
19. Feariteiru Tatsu フェアリーテイル立つ
20. Hangeki no Noroshi 反撃の狼煙
21. Natsu vs. Mirai Rogue ナツvs.未来ローグ
22. Seisō no Shizuku 星霜の雫

Đĩa 2
1. Shōri no Gaisen 勝利の凱旋
2. Mahō de Ōsawagi 魔法で大騒ぎ
3. Rettsu Party! レッツ・パーティ!
4. Tsukanoma no Yasuragi つかの間のやすらぎ
5. Fairy Tail Main Theme 2014 -Piano ver. FAIRY TAIL メインテーマ 2014 -Piano ver.
6. Seireikai no Ihen 星霊会の異変
7. Seirei Mahō Shōjo ga Yuku 星霊魔法少女がゆく
8. Seireitachi no Hanran 星霊たちの反乱
9. Seireijū 星霊獣
10. Seireikai no Tatakai 星霊界の闘い
11. Seireiō no Mezame 星霊王の目覚め
12. Seirei no Kagi wo Tazusaete 星霊の鍵を携えて
13. Saikyō Girudo to ha Oretachi sa 最強ギルドとは俺たちさ
14. Shinjiru Kokoro 信じる心
15. Ashita wo Yogiru Kage 明日をよぎる影
16. Yami Kara no Sasoi 闇からの誘い
17. Kataki Kizuna wo Mune ni 固き絆を胸に
18. Kōri no Otoko 氷の男
19. Hiiro no Sen Hime 緋色の戦姫
20. Kaen Ranbu 火焔乱舞
21. Feariteiru Rising フェアリーテイル・ライジング
22. Fairy Tail Main Theme 2014 -Battle ver. FAIRY TAIL メインテーマ 2014 -Battle ver.